# Mark Selby
Mark Selby (Leicester, 19 de junho de 1983), é um jogador profissional de snooker desde 1999. Venceu o Campeonato Mundial de Snooker de 2014, o de 2016, o de 2017 e o de 2021, e em 2007 foi finalista. Em 2006 foi o campeão de World Eight-ball Pool. Selby venceu o Masters de snooker por duas vezes, e por uma vez o Welsh Open, e o Shanghai Masters e foi o número 1 do ranking mundial antes de Judd Trump em 2012 e a seguir ao campeonato britânico de 2012, em cuja final venceu Shaun Murphy por 10-6, recuperando o título em 2014. À data de 30 de abril de 2023, Selby já obteve na sua carreira 773 tacadas acima de 100 pontos.

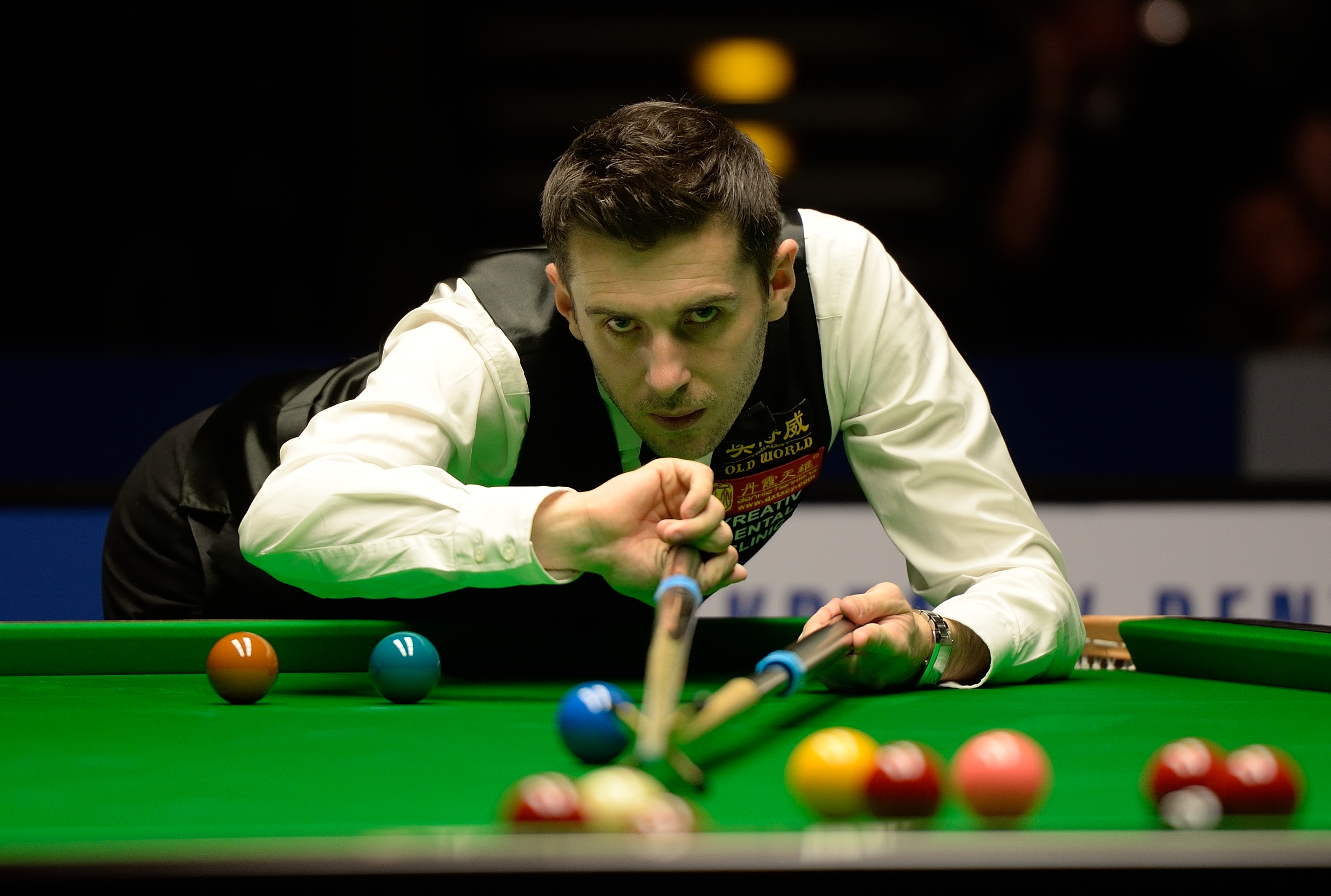
Mark Selby no Snooker German Masters de 2015

## Títulos

### Para o ranking mundial
- Campeonato mundial de snooker - 2014, 2016, 2017, 2021
- Campeonato britânico de snooker - 2012, 2016
- International Championship - 2016, 2017
- Paul Hunter Classic (ranking) - 2016
- Shanghai Masters - 2011
- China Open - 2015, 2017, 2018
- German Masters - 2015
- Welsh Open - 2008
- China Championship - 2018

### Outros títulos
- The Masters - 2008, 2010, 2013
- Warsaw Snooker Tour - 2007
- Wuxi Classic - 2011
- HK Spring Trophy - 2012
- Haining Open - 2017